# Triboldingerbohl
Der Triboldingerbohl, auch Triboltinger oder großes Bohl, oder Langenrain, ist mit einer Fläche von 135.570 m² die viertgrößte Insel des Bodensees. Sie ist 780 Meter lang und bis zu 230 Meter breit. Sie liegt im östlichsten Teil des Untersees in der Nähe der Stelle, wo der Seerhein in den Untersee (hier Rheinsee) mündet. Sie gehört zum Naturschutzgebiet Wollmatinger Ried, und zum Konstanzer Stadtteil Industriegebiet. Bis 1934 gehörte dieses Gebiet zur Gemeinde Wollmatingen, die dann in die Stadt Konstanz eingegliedert wurde. Der Triboldingerbohl liegt 2,1 km südöstlich der Insel Reichenau bzw. 1,6 km des Reichenauer Damms und ist von diesem durch das Ermatinger Becken getrennt, eine ökologisch wichtige Flachwasserzone.
Die unbewohnte Vogelschutzinsel hat ihren Namen von dem Schweizer Ort Triboltingen, der am weiter entfernten, südlichen Seeufer liegt. Zwischen der Insel und dem Festland liegt die kleinere Insel Mittler oder Langbohl, nur durch einen 30 bis 50 Meter breiten Kanal getrennt. Dieser Kanal sowie der zwischen Festland und Mittler oder Langbohl liegende sind Nebenmündungsarme des Seerheins, hier Schläuche genannt.
Die beiden schilfbewachsenen Inseln bestehen aus einer mehrere Meter mächtigen Lage Schnegglisand (Kalkausscheidungen von Blaualgen), der von einer Humusschicht bedeckt ist.
Obwohl unbewohnt, findet sich der Triboldingerbohl pro forma im Straßenverzeichnis der Stadt Konstanz, Postleitzahlbereich ist 78467 (Konstanz-Wollmatingen).